# Squat Jump
Der Squat Jump ist eine in der Sportwissenschaft zur Sprungdiagnostik eingesetzte Sprungform zum Testen der reinen konzentrischen Kraftfähigkeit der Sprungmuskulatur, eine Ausholbewegung ist nicht erlaubt.
Normalerweise wird der Sprung dabei aus einer Hocke heraus ausgeführt und enthält aufgrund der fehlenden Ausholbewegung keine koordinativen Elemente. Die Arme werden an die Hüften angelegt und sollen während der Bewegung nicht aktiv beteiligt sein. Ziel ist es, so hoch wie möglich zu springen.
Wichtig bei diesem Sprung ist der Hinweis, dass eine (kaum merkliche) Ausholbewegung aus der Hockstellung nach unten (vgl. Counter Movement Jump) die Sprunghöhe bereits positiv beeinflussen kann, das Ergebnis somit jedoch aufgrund des Verbots jeglicher Ausholbewegungen verfälscht.
Als Leistungsindex wird bei diesem Sprung mindestens die Flughöhe gemessen, meist mit Hilfe von Kraftmessplatten.